# Identikit (Milva)
Identikit è un album della cantante italiana Milva, pubblicato dall'etichetta discografica Ricordi nel 1983.

## Tracce
1. Eva dagli occhi di gatto (A. Venditti)
2. Fantasia (R. Cocciante, B. Lauzi)
3. Dicono di me (Annamaria Testa, Vangelis)
4. Notte italiana (B. Lauzi, P. Cassano)
5. Capitani coraggiosi (F. Cuffari, M. Cantoni, A. Belloni)
6. Forse chissà (Annamaria Testa, J. Anderson, Vangelis)
7. Nottegiorno (Paolo Conte)
8. Let the music play (N. Massara, A. Dvorak, N. Hackett)
9. Inventario romantico (Annamaria Testa, R. Stewart, R. Woods)
10. Occhi saraceni (A. Favata)

## Formazione
- Milva – voce
- Gaetano Leandro – programmazione
- Natale Massara – clarinetto, tastiera, sax, sintetizzatore
- Claudio Bazzari – chitarra acustica, chitarra elettrica
- Paolo Donnarumma - basso
- Flaviano Cuffari – batteria
- Betty Vittori, Naimy Hackett – cori